# Paolo Romeo
Paolo Romeo (ur. 20 lutego 1938 w Acireale na Sycylii) – włoski duchowny katolicki, arcybiskup Palermo w latach 2007–2015, kardynał.

## Życiorys

### Młodość i prezbiterat
Urodził się jako piąte dziecko spośród dziewięciorga rodzeństwa. Studiował w seminarium duchownym w Acireale oraz w Rzymie – teologię na Uniwersytecie Gregoriańskim oraz prawo kanoniczne na Uniwersytecie Laterańskim.
Święcenia kapłańskie przyjął 18 marca 1961 z rąk biskupa Angelo Calabretta i został inkardynowany do diecezji Acireale.
W 1964 rozpoczął przygotowanie do służby dyplomatycznej na Papieskiej Akademii Kościelnej.
Pracował na placówkach dyplomatycznych Stolicy Świętej w następujących krajach: na Filipinach, w Belgii, Luksemburgu, Wenezueli, Rwandzie oraz Burundi.
W 1976 powrócił do Watykanu, gdzie rozpoczął pracę w Sekretariacie Stanu.

### Episkopat
17 grudnia 1983 został mianowany nuncjuszem apostolskim na Haiti oraz arcybiskupem ze stolicą tytularną Vulturia. Sakry biskupiej udzielił mu papież Jan Paweł II.
W roku 1990 został nuncjuszem w Kolumbii, w roku 1999 został przeniesiony na placówkę dyplomatyczną w Kanadzie, gdzie pełnił funkcję nuncjusza w latach 1999–2001. W roku 2001 papież Jan Paweł II mianował go nuncjuszem apostolskim we Włoszech i San Marino. Pełnił tę funkcję do 2006.
19 grudnia 2006 Benedykt XVI mianował go arcybiskupem Palermo. Zastąpił na tym stanowisku odchodzącego na emeryturę kard. Salvatore De Giorgi. 20 października 2010 papież ogłosił, iż Romeo znajduje się wśród nowych kardynałów, których oficjalna kreacja nastąpiła na konsystorzu w dniu 20 listopada.
Brał udział w konklawe 2013, które wybrało papieża Franciszka. 27 października 2015 papież Franciszek przyjął jego rezygnację z pełnionego urzędu złożoną ze względu na wiek. 20 lutego 2018 w związku z ukończeniem 80 lat kardynał Romeo utracił prawo udziału w konklawe.